# Streptocaulus multiseptatus
Streptocaulus multiseptatus is een hydroïdpoliepensoort uit de familie van de Aglaopheniidae. De wetenschappelijke naam van de soort is voor het eerst geldig gepubliceerd in 1915 door Bale.